# Parque nacional Barbilla
El parque nacional Barbilla es un parque nacional que se encuentra en el Caribe de Costa Rica, administrado por el 
Sistema Nacional de Áreas de Conservación en el Área de conservación La Amistad Caribe.
Se encuentra en las faldas orientales de la Cordillera de Talamanca, protege bosques y la Laguna Ayil, el Cerro Tigre y las aguas del Río Dantas. 
El parque protege más de 119 kilómetros cuadrados de bosque tropical húmedo de tierras bajas. Es uno de los parques menos visitados del país; esto ha permitido que el parque siga siendo ecológicamente rico y diverso. Especies raras (e incluso en peligro de extinción) viven dentro del parque, incluidos jaguares, ocelotes, pumas y tapires. El parque también protege la cuenca del río Dantas, que es una importante fuente de agua para las personas y los animales de la región.
Es también el hogar del segundo grupo indígena más grande de Costa Rica, el pueblo Cabécar, del cual los territorios indígenas Nairi-Awari bordea los límites noroeste y noreste de este parque, y el Chirripó al sur y suroeste, y Bajo Chirripó al este.

## Acceso
El Parque cuenta con la Estación Biológica Barbilla en el sitio, así como un edificio administrativo ubicado en Brisas de Pacuarito. El acceso se realiza por un camino sin asfaltar, de 17 km de longitud y aproximadamente una hora de manejo. El inicio de la carretera está a 2-3 km al este de Siquirres.
Los edificios administrativos están ubicados fuera del parque. El camino hacia el parque desciende a través de fincas indígenas hasta el río Dantas. El sendero principal cruza el río y sube por la colina opuesta (en dirección sur). Hay algunos senderos más pequeños.